# Вздульська Валентина Ростиславівна
Валентина Ростиславівна Вздульська (29 серпня 1983, м. Фастів, Україна) — українська дитяча письменниця, редактор, літературний оглядач, співзасновниця сайту про дитячу літературу «Казкарка» та щорічного «Рейтингу критика: найкращі дитячі та підліткові книжки року».

## Біографія та творчість
Народилася 29 серпня 1983 року в місті Фастів на Київщині. Вищу освіту здобула в Національному університеті «Києво-могилянська Академія» (магістр філології, викладач вищої школи, 2000—2006 рр.).
Як дитяча письменниця, дебютувала оповіданням «Горобине Різдво» у збірнику «Казки Різдвяного ангела» (Свічадо, 2008). 2008 року стала лауреатом конкурсу «Золотий лелека». Казки й оповідання виходили друком у збірниках «Казки Божого саду» (Свічадо, 2009), «Зимова книжка», «Весняна книжка», «Літня книжка», «Осіння книжка» (видавництво «Братське», 2009—2011), «Різдвяна чудасія» («Братське», 2010), «Зимові історії для дітей» ("Свічадо, 2011), «Дарунок Святого Миколая» ("Братське, 2012), «На Великдень» («Братське, 2013) та ін.
В листопаді 2011 року разом із дитячою письменницею та дослідницею дитячої літератури Оксаною Лущевською заснувала блог про дитячу літературу „Казкарка“, в якому публікувалися огляди найцікавішої дитячої літератури світу. У липні 2016 року „Казкарка“ зливається з культурно-видавничим проектом „Читомо“ для об'єднання зусиль із популяризації якісної дитячої літератури та промоції дитячого і підліткового читання.
2014 року разом із Оксаною Лущевською та групою редакторів і літературних оглядачів заснувала професійний рейтинг дитячих та підліткових книжок „Рейтинг критика: найкращі дитячі та підліткові книжки року“. Серед співзасновників — Ірина Батуревич, Оксана Хмельовська („Читомо“), Тетяна Стус (Щербаченко), Ольга Купріян („БараБука“), Ірина Комаренець та Міра Київська („Букмоль“), Галина Ткачук (журнал „Однокласник“), Марія Семенченко (газета „День“) та Володимир Чернишенко (критик, перекладач).
2016 року тексти В.Вздульської, як і твори кількох десятків інших сучасних письменників, включено до оновленої шкільної програми з літературного читання для молодших класів.
14 грудня 2018 року книжка „Вільям Шекспір“ здобула перемогу в номінації „Пізнавальна книжка року“ в „Топ БараБуки“.[1].[1].[1].

## Книжки
- „Різдвяні повісті“ („Грані-Т“, 2010, у співавторстві)
- „Вертихвіст“ („Грані-Т“, 2013)
- „Подорож листа“ („Братське“, 2014)
- „Листи на війну. Діти пишуть солдатам / Letters on the War. Children Write to Soldiers“ (співупорядниця; „Братське“, 2015)
- „Чат для дівчат“ (співупорядниця та одна з авторок; „Видавництво Старого Лева“, 2016)
- „Плутон“ („Віват“, 2016)
- „Подорож листа / A Letter's Journey“ — перевидання у форматі білінгви („Братське“, 2016)
- "Це зробила вона" ( у співавторстві, "Видавництво", 2017)
- „Окуляри і кролик-гном“ (співупорядниця; „Братське“, 2018)
- „Вільям Шекспір“ (серія „Видатні особистості. Біографічні нариси для дітей“, IPIO, 2018)
- „Велике перевтілення“ (серія „Цікава Україна“, „Крокус“, 2019)
- „Я - Кіліманджаро“ („Крокус“, 2019)
- „Фея сховалася“ (серія „Читальня“, „Ранок“, 2019)
- "Генрі Форд" (серія „Видатні особистості. Біографічні нариси для дітей“, IPIO, 2019)
- "Дивовижні особистості, які змінили ХХ століття. 20 дивовижних дівчат, які змінили ХХ століття. 20 дивовижних хлопців, які змінили ХХ століття" (IPIO, 2020, упорядниця, у співавторстві)
- "Євині ями" („Портал“, 2020)
- "Українські диковиська" („Портал“, 2020)
- "Українські скарби" („Портал“, 2020)
- "Котигорошка. Заплутані казки" („Ранок“, 2021, співупорядниця, у співавторстві)
- "Марк Цукерберг" (серія „Видатні особистості. Біографічні нариси для дітей“, IPIO, 2021)
- "Хто творить Різдво" (у співавторстві, "Чорні вівці", 2021)

## Публікації
- Вздульська, В. Історія, метаісторія та симулякри в романах Аскольда Мельничука / В. Вздульська // Слово і Час. — 2006. — № 5. — С. 15-22.
- Вздульська, В. Між горою Фавор і Болотяною Лукрозою. Євангельський текст у поезії Миколи Зерова / В. Вздульська // Слово і Час: Науково-теоретичний журнал. — 2010. — N 11. — С. 24-35.
- Вздульська В. Сучасні стратегії прочитання „Потерчат“ В. Рутківського / КЛЮЧ [Архівовано 22 жовтня 2016 у Wayback Machine.], переглянуто 21.10.2016
- Вздульська, В. Українська підліткова література 2000—2015 років: стислий огляд художньої прози / Валентина Вздульська // Дивослово. — 2016. — № 1-2.